# Rejon Dondușeni
Rejon Dondușeni – rejon administracyjny w północnej Mołdawii.

## Demografia
Liczba ludności w poszczególnych latach:
| 1959   | 1970   | 1979   | 1989   | 2004   | 2014   |
| ------ | ------ | ------ | ------ | ------ | ------ |
| 53 386 | 57 467 | 57 092 | 53 902 | 46 442 | 43 700 |

## Gminy
1. Arionești
2. Baraboi
3. Briceni
4. Briceva
5. Cernoleuca
6. Climăuți
7. Corbu
8. Crișcăuți
9. Dondușeni
10. Elizavetovca
11. Frasin
12. Horodiște
13. Moșana
14. Pivniceni
15. Plop
16. Pocrovca
17. Rediul Mare
18. Scăieni
19. Sudarca
20. Teleșeuca
21. Tîrnova
22. Țaul